# SINAD
SINADはSignal-to-noise and distortion ratioの略。
SINADは通信装置からの信号の質を示す指標であり、次式で定義されることが多い：
{\displaystyle \mathrm {SINAD} ={\frac {P_{\mathrm {signal} }+P_{\mathrm {noise} }+P_{\mathrm {distortion} }}{P_{\mathrm {noise} }+P_{\mathrm {distortion} }}}}
ここで、 {\displaystyle P} は信号・ノイズそして歪み成分の平均電力である。
SINADは一般的にdBで表され、受信感度を定量的に表すためにRF受信機の感度の指標として使われる。
この定義式に注意すると、SNRとは異なり、SINADの値は1未満になることはなく、dBで表した場合、常に正の値となることが分かる。
歪みを計算する場合、一般的に直流バイアス成分を除外する。
広範囲の使用により、SINADはいくつかの異なる定義を持つようになった。
SINADは一般に次のように定義される:
1. (a)変調されたRF搬送波から復調された音声出力すなわち変調前の音声信号とノイズと歪みの和の電力、対、(b)変調前の音声信号を除いた後の残りの音声出力すなわちノイズと歪みの和の電力、の比[3]。これは上記の方程式によってモデル化される[1]。
2. 信号の振幅の実効値、対、その他高調波を含むが直流バイアス成分を除外した全スペクトル成分の平方和の平方根の平均値、の比[4]（ S / (N + D) ）。この定義では、SINADは1未満となる場合がある。この定義はADCのENOBを計算するために使用される[5]。

正確な定義であっても、SINADの値が小さくなると常にシステムの性能が低下することを意味する。
受信したRF信号が弱くなるにつれて、SINADの値は受信機・復調器および音声出力回路が生成したノイズと歪みによって次第に小さくなる。
狭帯域FM音声無線受信機の実用感度（usable sensitivity）は、SINADが12dBのときの入力レベルであると定められている。また、FM放送受信機の実用感度は、IHF感度としてSINADが30dBのときの入力レベルであると定められていた。